# Camille Renier
Camille Renier est une joueuse internationale française de rink hockey née le 30 août 1997.

## Palmarès
En 2014, elle participe au championnat du monde.
En 2016, elle participe au championnat du monde.